# Liste der Kreisstraßen im Kreis Bergstraße
Die Liste der Kreisstraßen im Kreis Bergstraße ist eine Auflistung der Kreisstraßen im hessischen Landkreis Bergstraße.

## Abkürzungen
- K: Kreisstraße
- L: Landesstraße

## Liste
Die Kreisstraßen behalten die ihnen zugewiesene Nummer innerhalb des Regierungsbezirks Darmstadt in der Regel auch bei einem Wechsel in einen anderen Landkreis oder in eine kreisfreie Stadt. Nicht vorhandene bzw. nicht nachgewiesene Kreisstraßen werden in Kursivdruck gekennzeichnet, ebenso Straßen und Straßenabschnitte, die unabhängig vom Grund (Herabstufung zu einer Gemeindestraße oder Höherstufung) keine Kreisstraßen mehr sind. 
Der Straßenverlauf wird in der Regel von Nord nach Süd und von West nach Ost angegeben.
| Nr.   | Verlauf |
| ----- | --- |
| K 2   | L 631 – Landesgrenze – (K 9750 in Mannheim, Baden-Württemberg)                                                  |
| K 3   | in Lampertheim – Landesgrenze – (K 9754 in Mannheim, Baden-Württemberg)                                         |
| K 4   | /L 631 in Viernheim – Landesgrenze – (K 9751 in Mannheim, Baden-Württemberg)                                    |
| K 6   | Schnorrenbach – L 3408 in Löhrbach (2013 zur Gemeindestraße abgestuft)                                          |
| K 7   | in Kirschhausen – Sonderbach                                                                                    |
| K 8   | Albersbach – in Rimbach                                                                                         |
| K 11  | L 3120 – Ober-Liebersbach – K 208 – Nieder-Liebersbach – L 3408 in Birkenau                                     |
| K 12  | K 209 in Reisen – Nieder-Mumbach – Ober-Mumbach – Rohrbach                                                      |
| K 13  | L 3408 in Birkenau – Hornbach                                                                                   |
| K 15  | (K 4127 im Rhein-Neckar-Kreis, Baden-Württemberg) – Landesgrenze – Buchklingen – L 3408                         |
| K 16  | L 3257 in Unter-Flockenbach – Landesgrenze – (K 4125 im Rhein-Neckar-Kreis, Baden-Württemberg)                  |
| K 17  | L 3257 in Trösel – Landesgrenze – (K 4124 im Rhein-Neckar-Kreis, Baden-Württemberg)                             |
| K 18  | L 3120 – Mackenheim – L 535 in Ober-Abtsteinach                                                                 |
| K 19  | L 3120 in Weiher – Vöckelsbach                                                                                  |
| K 20  | L 3409 – K 22 in Zotzenbach Nord                                                                                |
| K 21  | L 3409 in Zotzenbach – K 22 – Unter-Mengelbach – Ober-Mengelbach – L 3409                                       |
| K 22  | Münschbach – K 20 – K 21 in Zotzenbach                                                                          |
| K 24  | / in Fürth im Odenwald – Fahrenbach – in Rimbach                                                                |
| K 25  | / in Fürth im Odenwald – Steinbach                                                                              |
| K 26  | (K 4118 im Rhein-Neckar-Kreis, Baden-Württemberg) – Landesgrenze – L 3105                                       |
| K 27  | Tromm – Ober-Scharbach – Unter-Scharbach – L 3346                                                               |
| K 28  | Kocherbach – L 3105 in Affolterbach                                                                             |
| K 29  | Gadern – L 3120 in Wald-Michelbach                                                                              |
| K 30  | Hartenrod – L 3120 in Wald-Michelbach                                                                           |
| K 31  | L 3111 in Einhausen – Lorsch – in Bensheim                                                                      |
| K 35  | (K 4117 im Rhein-Neckar-Kreis, Baden-Württemberg) – Landesgrenze – L 3119/L 3410                                |
| K 36  | (K 4116 im Rhein-Neckar-Kreis, Baden-Württemberg) – Landesgrenze – Grein – Darsberg – in Neckarsteinach         |
| K 37  | L 3105 in Ober-Schönmattenwag – Kreisgrenze – (K 37 im Odenwaldkreis)                                           |
| K 38  | L 3105 in Hirschhorn (Neckar) – Landesgrenze – (K 4105 im Rhein-Neckar-Kreis, Baden-Württemberg)                |
| K 41  | Groß-Rohrheim –                                                                                                 |
| K 52  | /L 3346 in Weschnitz – Kreisgrenze – (K 52 im Odenwaldkreis)                                                    |
| K 53  | Seidenbach – Erlenbach – Linnenbach – /                                                                         |
| K 54  | Mittershausen –                                                                                                 |
| K 55  | in Gadernheim – Raidelbach – K 56 – Breitenwiesen – Knoden – K 56 – Seidenbuch – L 3399 in Glattbach            |
| K 56  | K 55 – Schannenbach                                                                                             |
| K 57  | in Heppenheim (Bergstraße) – Unter-Hambach – Ober-Hambach                                                       |
| K 58  | in Bensheim – Zell – Gronau                                                                                     |
| K 59  | L 3120 – Erbach bei Heppenheim                                                                                  |
| K 61  | Nordheim – L 3261                                                                                               |
| K 65  | L 3345 – L 3111 in Einhausen                                                                                    |
| K 66  | (K 66 im Landkreis Darmstadt-Dieburg) – Kreisgrenze – K 67 in Rodau                                             |
| K 67  | in Zwingenberg – – K 66 – Rodau – Fehlheim – L 3345 in Schwanheim                                               |
| K 69  | L 3098 in Beedenkirchen – Kreisgrenze – (K 69 im Landkreis Darmstadt-Dieburg)                                   |
| K 77  | L 3399 – Kreisgrenze – (K 77 im Odenwaldkreis)                                                                  |
| K 78  | – L 3399 in Winterkasten                                                                                        |
| K 203 | siehe den eigenen Abschnitt unten                                                                               |
| K 204 | (K 4115 im Rhein-Neckar-Kreis, Baden-Württemberg) – Landesgrenze – Igelsbach (hessischer Anteil) – Landesgrenze |
| K 205 | in Neckarhausen – Neckarfähre – Landesgrenze – (K 4102 im Rhein-Neckar-Kreis, Baden-Württemberg)                |
| K 206 | L 3099 in Schlierbach – in Lindenfels                                                                           |
| K 207 | / in Krumbach – Kröckelbach                                                                                     |
| K 208 | (K 4128 im Rhein-Neckar-Kreis, Baden-Württemberg) – Landesgrenze – K 11 in Nieder-Liebersbach                   |
| K 209 | L 3408 in Reisen – K 12 – Schimbach                                                                             |

## Kreisstraße203

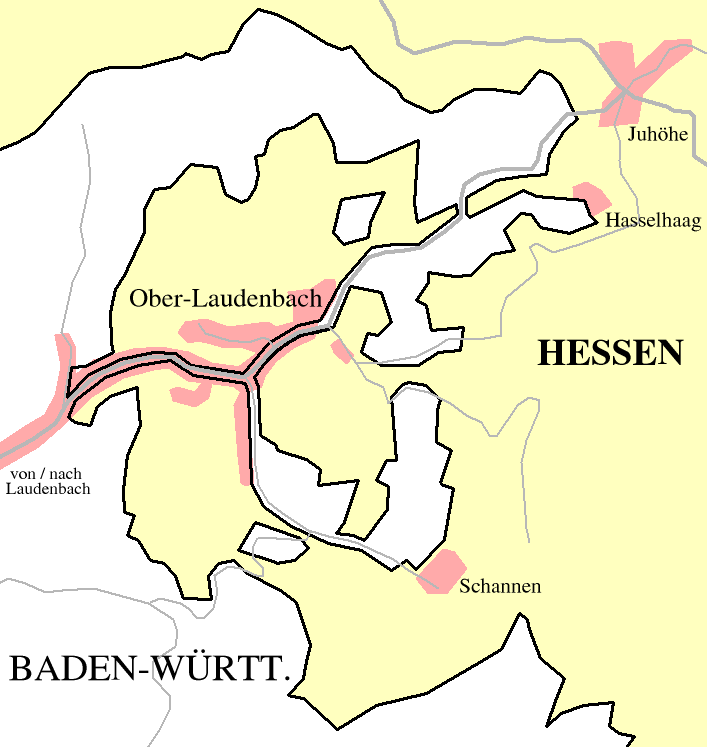
Grenzziehung bei Ober-Laudenbach

Die Kreisstraße 203 des hessischen Kreises Bergstraße liegt vollständig auf dem Gebiet des Landes Baden-Württemberg. 
Laudenbach ist eine Gemeinde im Rhein-Neckar-Kreis im Nordwesten Baden-Württembergs. Am östlichen Ortsrand zweigt die Kreisstraße 4129 von der Bundesstraße 3 nach Osten ab. Sie trägt den Namen Kirchstraße. Diese geht am Abzweig der kleinen Straße mit dem Namen Finstertal in die Ober-Laudenbacher-Straße über. Ab hier handelt es sich um die K 203 des Kreises Bergstraße. Diese endet am Abzweig der kleinen Straße In der Wolfslücke.
Während sich die Fahrbahn der Ober-Laudenbacher-Straße auf baden-württembergischem Boden befindet, gehören die Häuser an dieser Straße zum Ortsteil Ober-Laudenbach der Kreisstadt Heppenheim (Bergstraße) in Hessen.

## Nummerierung der Kreisstraßen im Regierungsbezirk Darmstadt
Die Kreisstraßen im Regierungsbezirk Darmstadt wurden ursprünglich nach einem bestimmten Nummernplan durchnummeriert. Hierbei wählte man für den Landkreis Bergstraße die niedrigsten und für den Main-Kinzig-Kreis die höchsten Kreisstraßennummern.
Die Nummerierung erfolgte in der Regel in folgender Reihenfolge:
Landkreis Bergstraße, Odenwaldkreis, Landkreis Darmstadt-Dieburg, Kreis Groß-Gerau, kreisfreie Stadt Darmstadt, Landkreis Offenbach, kreisfreie Stadt Offenbach am Main, Wetteraukreis, Rheingau-Taunus-Kreis, Hochtaunuskreis, kreisfreie Stadt Wiesbaden, Main-Taunus-Kreis, kreisfreie Stadt Frankfurt am Main und schließlich Main-Kinzig-Kreis.
Auch die Nummerierungen der Kreisstraßen im Lahn-Dill-Kreis und im Landkreis Limburg-Weilburg, die seit dem 1. Januar 1981 zum Regierungsbezirk Gießen gehören, folgen großenteils noch diesem Nummernplan.